# Gloria.tv
gloria.tv ist eine 2005 gegründete und seit 2014 anonym betriebene antisemitische Website katholisch-traditionalistischer Ausrichtung, die als Videoportal und Internetfernsehen betrieben wird. Teile der römisch-katholischen Kirche in Deutschland und der Schweiz haben sich seit dem Jahr 2013 deutlich von dem Portal distanziert beziehungsweise ihre Mitarbeit oder Unterstützung beendet, nachdem dort der Holocaust geleugnet und katholische Bischöfe beschimpft worden waren.

## Selbstdarstellung
Nach eigener Darstellung im Impressum orientiert sich gloria.tv streng an der katholischen Lehre. Die Website trete besonders für die Ausbreitung, Wahrung und Förderung der römisch-katholischen Kirche und des katholischen Glaubens sowie für das Lebensrecht ungeborener und behinderter sowie alter und kranker Menschen und für die Bewahrung von Familie und Ehe ein.
Seit 2014 bezeichnen die Betreiber gloria.tv als „private Initiative, die nicht direkt mit der kirchlichen Hierarchie verbunden ist“.

## Konzept und Inhalt
Inhaltlich steht gloria.tv dem katholischen Traditionalismus und dem im Dezember 2012 offline gegangenen, rechtsextremen Blog kreuz.net nahe.
Jeden Werktag wird unter dem Titel Gloria Global eine redaktionell erstellte Nachrichtensendung veröffentlicht. Darüber hinaus erscheinen unregelmäßig redaktionelle Beiträge zu aktuellen, vorwiegend kirchenpolitischen Themen.
Nutzer mit Benutzerkonten können selbst Artikel auf gloria.tv erstellen und Text-, Bild-, Audio- oder Videodateien hochladen. Ferner können sie eigene und fremde Beiträge kommentieren, per E-Mail miteinander in Verbindung treten und individuell gestaltete Nutzerprofile erstellen. Die Website ist in zahlreichen, über Subdomains erreichbaren Sprachversionen verfügbar.

## Betreiber und Autoren
Im neuen Impressum werden die Betreiber nicht mehr namentlich genannt. Im August erschien das Impressum ohne Ortsangabe, noch im selben Monat wurde Nina Buzut mit einer Adresse im moldauischen Bălți als Verantwortliche genannt, während das deutsch- sowie das englischsprachige Impressum in dieser Zeit ohne nähere Angabe blieben. Ab Dezember 2014 folgte eine Moskauer Anschrift, seit Mitte 2018 wurde schließlich Dover (Delaware) in den USA als Sitz behauptet.
Von gloria.tv selbst wurden zwei Mitarbeiter und sechs Mitarbeiterinnen genannt. Als Administratorin und technische Kontaktperson war seit 2005 Nina Buzut in der moldawischen Stadt Bălți eingetragen. Die unter ihrer Adresse eingetragene Firma Dodalu S.R.L. war Registrar des Domainnamens gloria.tv. Seit 2020 waren die Angaben nicht mehr einsehbar.
Zeichnungsberechtigte Inhaberin der Betreibergesellschaft GTVP war die Moldawierin Doina Buzut. Der Schweizer Priester Reto Nay, ein früherer kreuz.net-Autor und bis zum 13. März 2013 Pfarradministrator von Tujetsch im Bistum Chur, war Mitbegründer, aktiver Mitarbeiter, Zeichnungsberechtigter und alleiniger Einzelprokurist der Betreibergesellschaft. Deren Firmensitz befand sich 2013 im Haus der Mutter des Einzelprokuristen, Adelina Nay, in Ilanz.
Die DNS- und Webserver wurden seit dem 16. März 2013 nicht mehr vom Webhoster Metanet in Zürich, sondern von der Firma Cloudflare betrieben, wodurch der Serverstandort von gloria.tv verschleiert wurde. Der Blogger Florian Strankowski ermittelte im April 2013 die zum Hosting genutzten Webhoster Voxility und Leaseweb und veröffentlichte Zugriffszahlen von gloria.tv auf der Basis der Besucherzahlen.
Zahlreiche Beiträge auf gloria.tv erscheinen anonym oder unter fiktiven Benutzernamen. Viele namentlich gezeichnete Artikel stammen von Markus Doppelbauer, einem im Erzbistum Vaduz inkardinierten römisch-katholischen Priester, der zugleich technischer Mitarbeiter von gloria.tv ist. Einige Meldungen beziehen sich direkt auf Beiträge in rechtsextremen oder rechtspopulistischen Medien.
Seit dem Frühjahr 2013 befand sich die Zentrale von gloria.tv im vormaligen Wiener Außenstudio des Internetfernsehens in der Wiener Leopoldstadt, wo sie sich das Haus mit einer Kapelle des Erzbistums Wien und einer Niederlassung von Human Life International teilte. Im Dezember 2022 wurde eine „Church Social Media Inc.“ in Dover (Delaware), USA, als Betreibergesellschaft angegeben.

## Geschichte

### 2005–2009
Die Website ging am 23. Oktober 2005 in Betrieb. Kurz nach Gründung der Website unterstützte der Churer Bischof Vitus Huonder gloria.tv mit einem Empfehlungsschreiben.
Am 22. Januar 2009 wurde auf gloria.tv ein den Holocaust verharmlosender Userkommentar veröffentlicht. Nay verweigerte gegenüber der Kirchenzeitung der Diözese Linz die Löschung des Kommentars mit der Begründung, es „brauche die ganze katholische Bandbreite“. Der Medienrechtsexperte Walter Berka erklärte, es liege der schwerwiegende Verdacht auf einen Verstoß gegen das Gesetz zum Verbot der nationalsozialistischen Wiederbetätigung vor. Dazu gab Nay an, das österreichische oder deutsche Recht sei für gloria.tv nicht maßgeblich, da die Website in Moldawien registriert sei. Auch ein Video, in dem der damalige Bischof der Piusbruderschaft Richard Williamson den Holocaust leugnete, wurde auf gloria.tv veröffentlicht.

### 2010–2012
Im Jahr 2011 wurde eine von gloria.tv gegen das Bistum Linz und Matthäus Fellinger, Redakteur der Linzer Kirchenzeitung, eingebrachte Klage wegen angeblicher Rufschädigung rechtskräftig abgewiesen. Fellinger hatte gloria.tv vorgeworfen, unerlaubt Material des österreichischen Fernsehens verwendet und sich mit dem Server in Moldawien auf das Niveau von Kinderpornoseiten begeben zu haben. Da sich gloria.tv weigerte, die Prozesskosten zu begleichen, leitete das Bistum Linz ein Pfändungsverfahren gegen die Betreiber ein.
Am 3. Februar 2012 berichtete gloria.tv von einer Undercover-Aktion von Pro-Life-Anhängern. Die Abtreibungsgegner hatten demnach im Oktober 2011 mit Hilfe einer Privatdetektivin überprüft, ob katholische Kliniken in Köln die „Pille danach“ verschrieben. Die gloria.tv-Moderatorin Eva Doppelbauer nannte „in denunziatorischem Duktus“ die Namen der Gynäkologen, die der Scheinpatientin Notfallpraxen empfahlen, wo Ärzte „aus dem Dunstkreis der Abtreiberfirma Pro Familia“ arbeiteten. Nachdem ein Autor von kreuz.net das Erzbistum Köln darüber informiert hatte, wurden in der Folge im Dezember 2012 zwei Vergewaltigungsopfern in katholischen Krankenhäusern in Köln Behandlung und Beweissicherung verweigert.

### 2013
Am 18. Februar 2013 zeigte die englischsprachige Version von gloria.tv Bilder von deutschen Bischöfen mit Hakenkreuzen, weil diese die Pille danach in den Krankenhäusern ihrer Bistümer zugelassen hätten. Die Deutsche Bischofskonferenz distanzierte sich ausdrücklich von der Website und kündigte an, dass künftig Inhalte von der kirchlichen Website kirche.tv nicht mehr von gloria.tv verwendet werden dürften. Bereits Mitte Januar hatte die Fernsehredaktion der Diözese Würzburg ihren Kanal auf gloria.tv gelöscht. Der unter Obhut der Deutschen Bischofskonferenz produzierte Tagessegen musste am 20. Februar 2013 nach einer Untersagungsverfügung der Arbeitsstelle Katholische Fernseharbeit von gloria.tv entfernt werden. Burkhard Hose, Pfarrer der katholischen Hochschulgemeinde Würzburg, erstattete Strafanzeige gegen gloria.tv wegen Verwendens von Kennzeichen verfassungswidriger Organisationen.
Bischof Huonder forderte Nay am 20. Februar 2013 auf, die beleidigende Webseite von gloria.tv zu entfernen. In der Folge behauptete Nay, die englischsprachigen Texte nicht zu verantworten und nicht entfernen zu können. Nach Angaben von Bistumssprecher Giuseppe Gracia sah sich der Bischof nicht berechtigt, weitere Schritte einzuleiten. Zugleich betonte Bischof Huonder, Mitarbeiter seiner Diözese dürften kein diffamierendes oder verhetzendes Gedankengut verbreiten oder unterstützen. Die weitere Tätigkeit Nays für gloria.tv wurde jedoch nicht untersagt.
Am 21. Februar 2013 wurde gloria.tv von der Süddeutschen Zeitung vorgeworfen, homophobe Netzaktivisten mit antisemitischen Tendenzen zu feiern.
Im März 2013 beschimpfte gloria.tv Reporter von Spiegel TV, die in der Schweiz Recherchen über das Videoportal betrieben hatten, als „Stalker“ und unterstellte ihnen Nazi-Methoden; erneut verwendete gloria.tv das Hakenkreuz, diesmal verbunden mit dem Logo von Spiegel TV. Zuvor war es in mehreren Orten in Graubünden zu Handgreiflichkeiten zwischen Mitarbeitern von gloria.tv, unter ihnen Reto Nay, und dem Team von Spiegel TV gekommen. Am 11. März 2013 forderte der Churer Bischof Vitus Huonder den Hauptsitz von gloria.tv zur Löschung aller mit ihm in Verbindung stehender Dateien von der Website auf.
Am 12. März 2013 verlangte der Tujetscher Gemeindepräsident Pancranzi Berther die Entlassung Nays durch das Ortsbistum, falls der Priester seine Tätigkeit bei gloria.tv nicht niederlege und sich klar von dessen Aktivitäten distanziere. Berther fügte hinzu, sein Dorf wolle „kein Nest von Extremisten“ sein. Am selben Tag war es zu einem gewalttätigen Übergriff dreier Mitarbeiter von gloria.tv auf ein Kamerateam von RTL gekommen, bei dem eine Mitarbeiterin des Kamerateams leicht verletzt wurde.
Am 13. März 2013 wurde Markus Doppelbauer, ein im Erzbistum Vaduz in Liechtenstein inkardinierter Priester und technischer Mitarbeiter von gloria.tv, durch Bischof Huonder des Bistums Chur verwiesen und aufgefordert, seine seelsorgliche Tätigkeit in der Diözese zu beenden. Huonder hatte sich in dieser Sache an den Vaduzer Erzbischof Wolfgang Haas gewandt. Am Abend desselben Tages wurde Reto Nay von der Kirchgemeinde Tujetsch fristlos entlassen. Das Bistum Chur forderte ihn auf, umgehend von seiner Tätigkeit als Pfarrer zurückzutreten; anderenfalls werde ihm die missio canonica entzogen.
Im März 2013 leitete die Kantonspolizei Graubünden ein Ermittlungsverfahren im Zusammenhang mit gloria.tv ein. Um welche etwaigen Straftaten es sich handelte und ob wegen eines Verstoßes gegen die Rassismus-Strafnorm durch die Verwendung von Hakenkreuzen ermittelt werde, wurde nicht bekannt gegeben. Am 15. März 2013 wurde Nay auch durch Bischof Huonder seines Amtes enthoben. Nay gab auf gloria.tv an, dies sei aufgrund einer „Hexenjagd“ geschehen. Seit dem 16. März 2013 wird der Serverstandort von gloria.tv durch Hosting bei der Firma Cloudflare verschleiert. Nach einer Mitteilung des Pfarramtes in Sedrun ist Nay am 14. März 2013 verschwunden und seither weder aufzufinden noch erreichbar. Auch danach blieb er untergetaucht. Doina Buzut und Markus Doppelbauer verschwanden vorübergehend spurlos aus der Öffentlichkeit, gloria.tv war zeitweise nicht abrufbar.
In Liechtenstein forderte Alexander Batliner, Präsident der Fortschrittlichen Bürgerpartei, Erzbischof Haas zu einer Erklärung auf, ob er sich von Pfarrer Doppelbauers Tätigkeit für gloria.tv distanziere. Auch das geplante Konkordat zwischen Liechtenstein und dem Heiligen Stuhl, das das Erzbistum zu Aufenthaltsbewilligungen für alle Mitarbeiter berechtige, müsse in Frage gestellt werden. Er wolle nicht, dass Liechtenstein Leuten, die solches Gedankengut verträten, Unterschlupf biete.
In Gloria Global vom 19. März 2013 vertrat das Portal die These, die Wahl von Papst Franziskus bedeute einen offenen Bruch mit dem Pontifikat seines Vorgängers Benedikt XVI. Am 8. April 2013 trat Doina Buzut wieder auf gloria.tv auf, Markus Doppelbauer wurde Mitte April 2013 in der Wiener U-Bahn gesehen. Ebenfalls im April 2013 predigte Reto Nay wieder auf gloria.tv und meldete sich beim Bistum Chur, sein Aufenthaltsort blieb jedoch unbekannt.
Im Verlauf einer Hausdurchsuchung der österreichischen Polizei gegen gloria.tv und kreuz.net wurde im August 2013 der Rechner von kreuz.net beschlagnahmt. Die Wohnungen zweier auf gloria.tv tätiger Priester in Oberösterreich und Wien wurden durchsucht; beiden wurde die Beteiligung an rechtsextremen, homophoben und antisemitischen Artikeln vorgeworfen. Die Schwester eines Priesters soll versucht haben, die Polizei an der Mitnahme eines Rechners zu hindern, wobei ein Polizeibeamter verletzt worden sei. Als einzige Mitarbeiter im Priesterstand nannte gloria.tv Markus Doppelbauer und Reto Nay, als vierte Mitarbeiterin die Priesterschwester Eva Doppelbauer. Die Staatsanwaltschaft Feldkirch bestätigte am 12. August 2013, die Durchsuchungen angeordnet und den Fall später wegen des ermittelten Tatorts in Wien an die dortige Staatsanwaltschaft abgetreten zu haben. Am selben Tag bestätigte die belgische Bischofskonferenz, dass beide Priester Mitarbeiter sowohl von kreuz.net als auch von gloria.tv und in keinem Bistum inkardiniert waren. Die verdächtigten Personen erhielten Strafanzeigen, blieben aber auf freiem Fuß. Auch die Staatsanwaltschaft Berlin leitete Ermittlungen gegen die Betreiber von gloria.tv ein.
Die Staatsanwaltschaft im Kanton Graubünden stellte im August 2013 ihre Ermittlungen wegen Straftaten gemäß der Rassismus-Strafnorm sowie Störung der Glaubens- und Kultusfreiheit ein; die Behörde sah keinen Handlungsbedarf für eine Strafuntersuchung. Die Ermittlungen wegen illegaler Arbeit und Aufenthalts in der Schweiz ohne notwendige Erlaubnis wurden hingegen fortgesetzt. Die in Graubünden eingestellten Ermittlungen wurden von der Staatsanwaltschaft Wien übernommen. Am 29. August 2013 wurde die Bezeichnung „gloria.tv“ aus dem Namen der Betreiberfirma entfernt; Zeichnungsberechtigte beziehungsweise alleiniger Einzelprokurist blieben Doina Buzut und Reto Nay.
Gegen die beiden auf gloria.tv tätigen Priester wurden in Österreich Strafverfahren wegen nationalsozialistischer Wiederbetätigung eingeleitet.

### 2014
Reto Nay blieb auch im Jahr 2014 untergetaucht, veröffentlichte aber weiter Predigten auf gloria.tv. Am 3. Juli 2014 nannte der Pressesprecher des Bistums Essen, Ulrich Lota, gloria.tv als „Echoraum“ für rechtsextremistische Gläubige innerhalb der römisch-katholischen Kirche. Dass solche Leute das Bild der Kirche in der Öffentlichkeit bestimmten, dürfe nicht zugelassen werden. In seiner Presseerklärung vom selben Tag beschrieb das Bistum gloria.tv und kreuz.net als Websites für „christliche Hassprediger“ und verglich die Betreiber mit Dschihadisten und Islamisten.
Im selben Jahr wurde auf gloria.tv für den antisemitischen Kult um Anderl von Rinn, ein vorgeblich von Juden ermordetes Tiroler Kind, geworben. Im Herbst 2014 wurde gloria.tv aus dem Internetarchiv Wayback Machine gelöscht und die weitere Archivierung der Website unterbunden.

### 2015–2017
Nach Angaben von gloria.tv war Nay im Rahmen einer gloria.tv-Leserreise auf der griechischen Insel Patmos tätig. Im Dezember 2015 gab Eva Doppelbauer an, die bei der polizeilichen Durchsuchung im Sommer 2013 beschlagnahmten sechs Rechner und mehrere Festplatten trotz entsprechender gerichtlicher Anordnung noch nicht zurückerhalten zu haben.
Im Jahr 2017 verbreitete gloria.tv Fake News über die deutsche Bundeskanzlerin Angela Merkel, der es den Satz „Deutsche müssen Gewalt der Ausländer akzeptieren“ in den Mund legte. Der Beitrag erreichte über 270.000 Interaktionen, bevor er gelöscht wurde.

### 2018
Mit Stand von Januar 2018 gab gloria.tv als Sitz die Stadt Dover (Delaware) in den USA, als Träger eine Gesellschaft namens Church Social Media Inc. an. Im März 2018 erschien auf gloria.tv ein Video des Rechtsextremisten Martin Sellner, in dem er die Berliner Getränkefirma Thomas Henry fälschlich als Sponsor der vom Verfassungsschutz beobachteten Identitären Bewegung bezeichnete. Obwohl Sellner eine Unterlassungserklärung unterzeichnet und das Video von YouTube gelöscht hatte, blieb es auf gloria.tv abrufbar.
Im September 2018 brachte der ehemalige Grünen-Politiker Karl Öllinger eine Sachverhaltsdarstellung zu gloria.tv wegen Verhetzung und Herabwürdigung Homosexueller bei der Staatsanwaltschaft Wien ein. Zugleich forderte er von der österreichischen Justiz Auskunft darüber, was bisherige Ermittlungen gegen gloria.tv und kreuz.net ergeben hatten.
Im Vorfeld der Landtagswahl in Bayern 2018 teilte gloria.tv auf YouTube drei Wahlkampfreden der Alternative für Deutschland (AfD), eine von Björn Höcke und zwei von Alice Weidel. Die Deutsche Bischofskonferenz distanzierte sich erneut von gloria.tv und erklärte, in keiner Weise an der Website beteiligt zu sein.

### 2023
Anfang 2023 wurde die regelmäßige Nachrichtensendung Gloria Global, die früher von Eva Doppelbauer, später von Doina Buzut moderiert wurde, bis auf weiteres pausiert, nachdem sie schon 2022 immer unregelmäßiger erschienen war.